# 서창동 (인천)

서창남부순환로 43에 있는 서창2동행정복지센터

서창동(西昌洞)은 인천광역시 남동구의 법정동이다. 행정동인 서창2동과 장수서창동 등을 관할한다.

## 유래
서창동은 옛날 조동면 설래마을이었다. 예전 농지세를 현물세인 벼나 콩, 잡곡 등으로 나라에 낼 때 20여리나 떨어진 북창이나 동창에 납부해야하는 불편을 감수해야 했는데 조동면에 창고를 설치해 줄 것을 청원하여 집터와 갯골을 주민들이 직접 만들고 선착장을 만들어 서창(西倉)을 설치했다. 해방 후 번창하는 동네가 되길 기원하는 뜻에서 서창(西昌)으로 바뀌었다.

## 연혁
- 1968년 1월 1일 구제 실시에 따라 인천시 남구 장수동, 서창동이 되었음
- 1981년 7월 1일 직할시 승격으로 인천직할시 남구 장수동, 서창동이 되었음
- 1988년 1월 1일 남동구 분구로 인천직할시 남동구 장수동, 서창동이 되었음
- 1995년 3월 1일 광역시로 승격되어 인천광역시 남동구 장수동, 서창동이 되었음
- 1998년 11월 1일 장수동-서창동 통합으로 인천광역시 남동구 장수서창동으로 개칭[2]
- 2018년 11월 5일 장수서창동에서 서창2동으로 분동

## 법정동
- 서창동

## 교육
- 인천서창초등학교
- 인천서창중학교
- 인천장서초등학교
- 인천한빛초등학교
- 인천만월중학교
- 인천장아초등학교
- 도림고등학교
- 서창도서관

## 주거

### 아파트
- 청광종합건설 서창2지구 4블럭 청광플러스원 (서창동) : 2017년 9월 입주.
- 2단지 더 포레스트 아파트
- 3단지 LH청아안 아파트(엘에이치 청아안)
- 10단지 e편한 세상
- 5단지 푸르지오 아파트

## 사진
서창2동행정복지센터 : 인천광역시 남동구 서창남순환로 43

서창2동행정복지센터(서창남순환로 43)
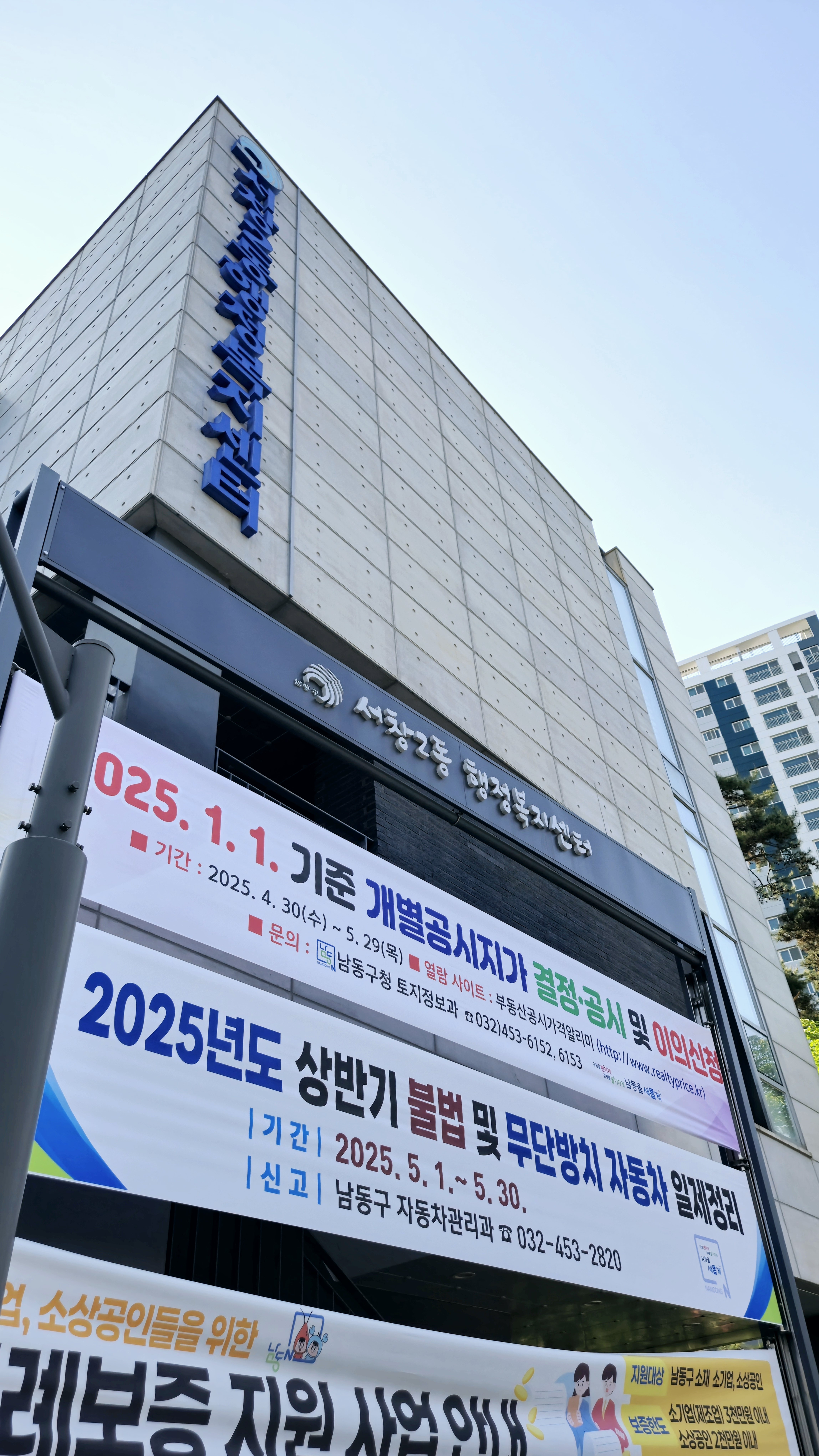
행정복지센터 플랜카드
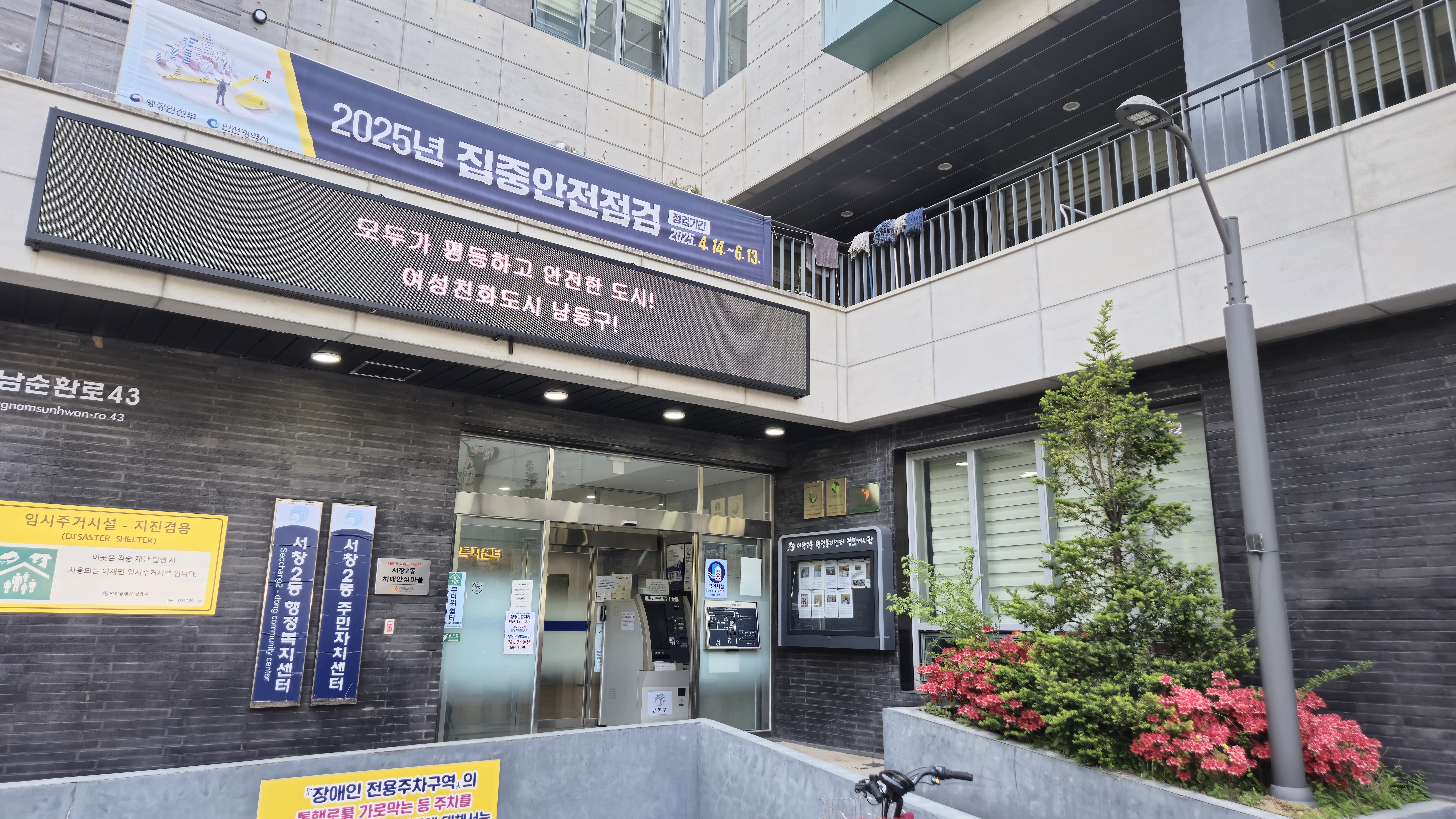
정문 풍경(2025년 4월경)
행정복지센터(오른편)
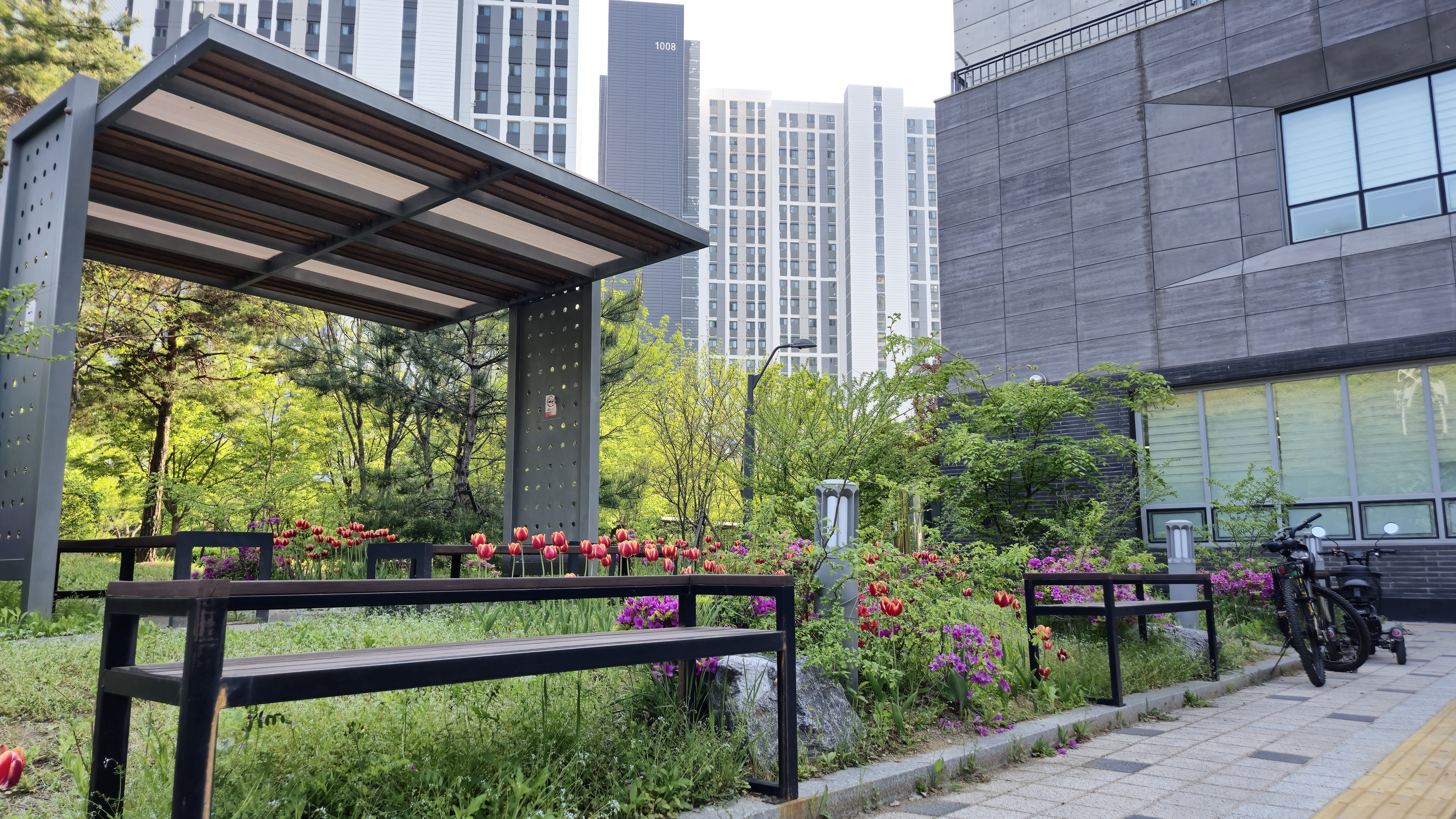
행정복지센터 정원

## 같이 보기
- 장수서창동